# Canon EOS
Az EOS (Electro-Optical System) rendszert 1987-ben vezette be a Canon. A rendszerben megtalálhatók  autofókuszos celluloid filmes, valamint tükörreflexes digitális fényképezőgépek.
Az EOS sorozat elsődleges versenytársa a Nikon F sorozat, valamint az Olympus, Pentax, Sony, és Panasonic autofókuszos tükörreflexes digitális fényképezőgépei. A technológia középpontjában az EF, valamint a kisebb (digitális fényképezőgépekhez kifejlesztett) EF-S objektív foglalat áll, amely kizárólag elektronikus kapcsolatot létesített a fényképezőgép és az objektív között, mechanikusat nem. Ennek következtében a fókuszáló motorokat az objektívben helyezték el.
A legtöbb országban a Canon EOS rendszernek van a legnagyobb részesedése a cserélhető objektíves digitális fényképezőgépek piacán.